# Anthousa (Preveza)
Anthousa  este un oraș în Grecia în Prefectura Preveza.